# ألين ريبلي
ألين ريبلي (بالإنجليزية: Allen Ripley) هو لاعب كرة قاعدة أمريكي، ولد في 18 أكتوبر 1952 في نوروود في الولايات المتحدة، وتوفي في 7 نوفمبر 2014 في بوسطن في الولايات المتحدة.

## وصلات خارجية
- ألين ريبلي على موقع دوري كرة القاعدة الرئيسي (الإنجليزية)
- ألين ريبلي على موقعبيزبول رفرنس.كوم (الدوري الرئيسي) (الإنجليزية)
- ألين ريبلي على موقعبيزبول رفرنس.كوم (الدوري الثانوي) (الإنجليزية)